# キラン・ラオ
キラン・ラオ（Kiran Rao、1973年11月7日 - ）は、インドの映画監督・映画プロデューサー。夫は俳優のアーミル・カーン。

## 作品
- 監督
  - ムンバイ・ダイアリーズ（2011）
  - 花嫁はどこへ?（2023）
- 製作
  - Peepli Live（2010）
  - Delhi Belly（2011）
  - ダンガル きっと、つよくなる（2016）
- 助監督
  - ラガーン（2001）